# Orientia
Orientia és un gènere de bacteris dins la família Rickettsiaceae.
Són bacteris gram negatius intracel·lulars obligats que es troben en insectes i mamífers. S'estenen per les mossegades i els excrements d'insectes infectats.
Una de les espècies és Orientia tsutsugamushi.